# Cista Velika
Cista Velika falu Horvátországban Split-Dalmácia megyében. Közigazgatásilag Cista Provóhoz tartozik.

## Fekvése
Splittől légvonalban 34, közúton 49 km-re keletre, Makarskától légvonalban 30, közúton 48 km-re északnyugatra, a dalmáciai Zagora szívében, Imotska krajina nyugati részén fekszik. Egy 7 km hosszú fennsíkon terül el, melyet átszel az Imotskiból Triljbe vezető főút. A belterületet körülvevő hegyek legjelentősebb magaslatai a 667 méteres Kravlja Glavica, a 620 méteres Šiljak, a 694 méteres Gradina, a 751 méteres Visočica és a 660 méteres Vitrenik.

## Története
A mai Cista Velika területe már az ókorban lakott volt. A plébániatemplomtól nyugatra több Gradina nevű magaslat is található, melyeken az illírek által épített erődített települések álltak. Vuičina Gradinán az i. e. 3. századból származó használati tárgyak is előkerültek. Területén több történelem előtti halomsír volt található, melyeknek egy része mára már megsemmisült. Számos ókori sírkő és szarkofág is előkerült különösen a Crljivica nevű helyen, ahol egykor temető lehetett, de találtak sírköveket a mai temető közelében és a temető kerítésébe falazva is. A Cista Velikához tartozó Crkvinán a Szent Jakab plébániatemplomtól délre mintegy kétszáz méterre halad el a Tiluriumból Naronába vezető római út. Ezen a területen a Mandarić-ház közelében 1993-ban és 2007-ben kora keresztény ókori és kora középkori szakrális épületegyüttest tártak fel, amelyhez temető is tartozott. Nem kevesebb mint öt, az 5. század közepe és a 10. század eleje között épített templom maradványait tárták itt fel. A leletek között ókori sírkövek, kora keresztény kőpadok, freskótöredékek, üvegből, csontból és kerámiából készített tárgyak, fémeszközök és római pénzek kerültek elő. A horvátok a 7. században települtek be erre a vidékre. Az itt feltárt öt templom közül négyet már ők építettek.
Cista első írásos említése a 14. században történt a radobiljai plébánia részeként, melyhez a 17. század első feléig tartozott. A középkorban lakossága nem volt jelentős és főként állattartással foglalkozott. A török a 16. század elején foglalta el területét. Régi lakossága ekkor Boszniába települt át és helyükre a Cetina mellékéről és Hercegovinából érkeztek új lakosok. A török uralom idejéből származik a Rojnica közelében található Török torony maradványa. A török uralomnak az 1718-ban megkötött pozsareváci béke vetett véget, ezután a térség visszakerült a Velencei Köztársaság uralma alá. A velencei uralomnak 1797-ben vége szakadt és osztrák csapatok vonultak be Dalmáciába. 1806-ban az osztrákokat legyőző franciák uralma alá került, de Napóleon lipcsei veresége után 1813-ban újra az osztrákoké lett. 1857-ben 759, 1910-ben 1237 lakosa volt. 1918-ban az új szerb-horvát-szlovén állam, majd később Jugoszlávia része lett. A második világháború idején a Független Horvát Állam, majd a háború után a szocialista Jugoszlávia része lett. Cista Velika 1987-től lett különálló plébánia, addig Cista Provóval együtt a cistai plébánia része volt. 1991 óta a független Horvátországhoz tartozik. 2011-ben a településnek 616 lakosa volt.

## Lakosság
| Lakosság változása | Lakosság változása | Lakosság változása | Lakosság változása | Lakosság változása | Lakosság változása | Lakosság változása | Lakosság változása | Lakosság változása | Lakosság változása | Lakosság változása | Lakosság változása | Lakosság változása | Lakosság változása | Lakosság változása | Lakosság változása |
| ------------------ | ------------------ | ------------------ | ------------------ | ------------------ | ------------------ | ------------------ | ------------------ | ------------------ | ------------------ | ------------------ | ------------------ | ------------------ | ------------------ | ------------------ | ------------------ |
| 1857               | 1869               | 1880               | 1890               | 1900               | 1910               | 1921               | 1931               | 1948               | 1953               | 1961               | 1971               | 1981               | 1991               | 2001               | 2011               |
| 759                | 1.216              | 989                | 1.005              | 1.276              | 1.237              | 1.900              | 1.733              | 1.707              | 1.732              | 1.772              | 1.885              | 1.421              | 1.497              | 1.134              | 616                |

## Nevezetességei
- Szent Jakab apostol tiszteletére szentelt római katolikus plébániatemploma amint az a sekrestyében látható márvány táblán olvasható 1888-ban épült faragott kövekből. Hajója 18 méter hosszú és 10 méter széles, az íves záródású szentély 4 és fél méter hosszú, 6 méter széles. A szentélyhez csatlakozik a sekrestye. A homlokzat felett emelkedő harangtorony egy emelet magas, piramis záródású. A templomnak három oltára van. A főoltár az imotski Ivan Rako munkája fából készült 1901-ben. Szent Jakab és Fülöp apostolok régi, vászonra festett olajképe látható rajta. Ugyanennek a mesternek a munkája a Szent Jakab oltár, mely szintén fából készült rajta a szent szobrával. A Gyógyító boldogasszony oltára 1892-ben készült fehér márványból, Ante Kezić munkája. Rajta látható a Boldogasszony szobra. A szentély két festett üvegablaka 2001-ben készült, J. Bosnić munkája. A mai templom építése előtt lebontották a település régi templomát, mely a temető közepén állt, egykori kiterjedése nem ismert.
- Ókori várak maradványai a Szent Jakab templomtól nyugatra a Maglića Gradina, Vuičina Gradina, Kapuličina Gradina, Umorin Gradina és Blebića Gradina nevű magaslatokon.
- Imotski közelében, a Trilj - Imotski főúttól északra, a Szent Jakab-templomtól mintegy száz méterre északnyugatra fekvő dombon található a „Gradina” nevű régészeti lelőhely. Itt egy őskori erődített település állt, amely az említett domb tetején található. A sáncok a keleti, az északi és a nyugati oldalon is jól láthatók, míg a déli oldalon meredek szikla található. A kerámialeletek szerint a dombtetőt a vaskorban, és esetleg később használták. Lehetséges, hogy a domboldal déli oldalán egy kisebb település is volt. Az itteni erőd az egyik legfontosabb a dalmát erőd volt a térségnek ezen a részén, mely közvetlenül ellenőrizte az ősi utat (mely ma is használatos), amely a Cetina-völgytől keleti irányba vezet.[4]
- A Vitrenik nevű várhely Cista Velika központjától délre, 650 méteres tengerszint feletti magasságban található. Az azonos nevű domb körülbelül 30 méter széles fennsíkját foglalja el. Szárazon rakott technikában épített falak, nagyon jól megőrzött gyűrűs sáncokkal. A felszíni leletek, főleg a kerámia, arra utalnak, hogy már a bronzkorban is lakott volt.[5]
- A Vitrenik-domb északkeleti lejtőjén található az Ilkovaća-barlang, olyan leletekkel, amelyek megerősítik a helynek a neolitikumban történt betelepülését, melynek története szorosan kapcsolódik a későbbi magaslati településhez.
- Történelem előtti halomsírok: Vržinova gomila (nagy része útépítés során semmisült meg), Cvankića gomila ( hasonló sorsra jutott) és Raičeva gomila (legnagyobb része máig fennmaradt)

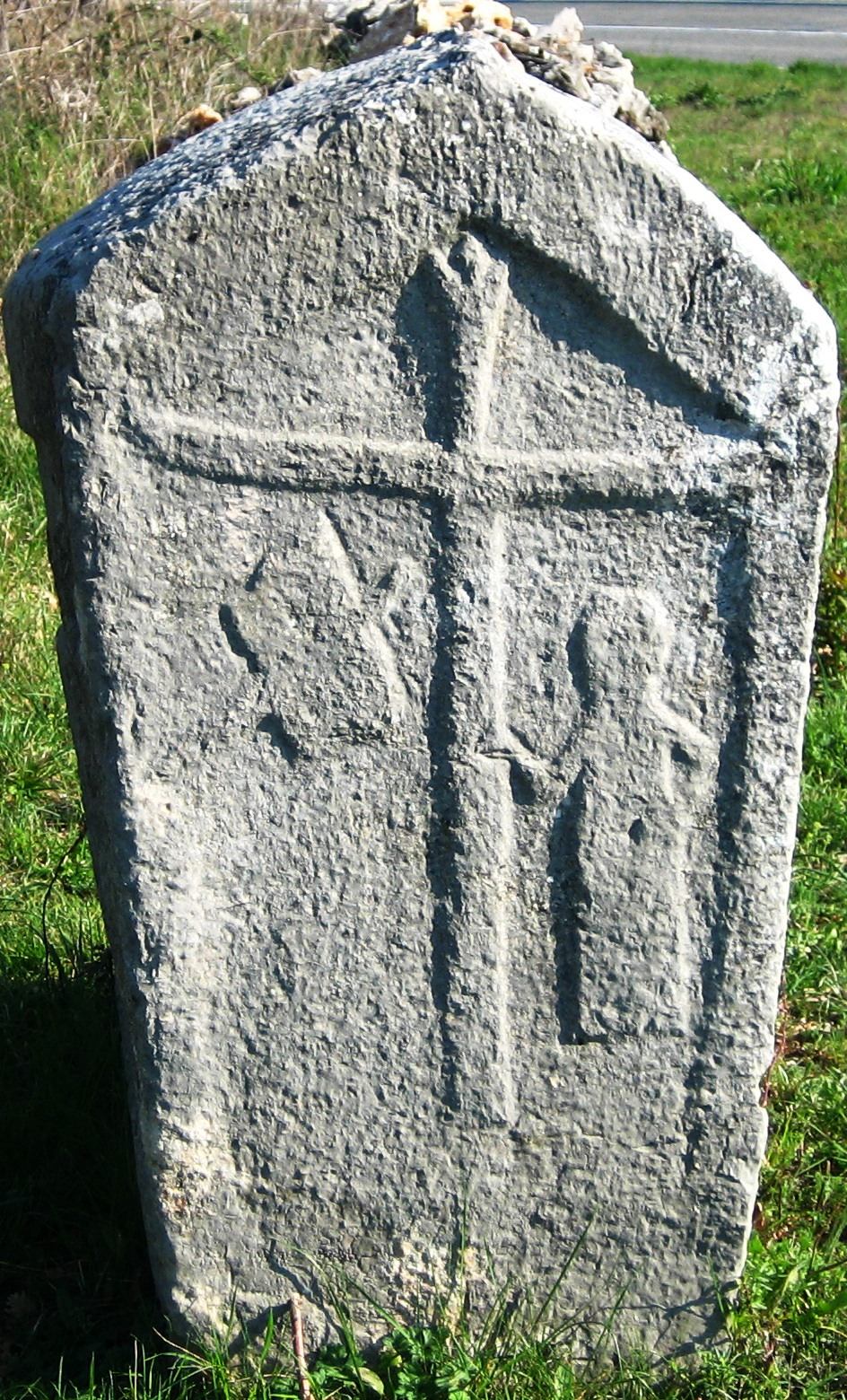
Ősi sírkő Crljivicáról

- Ókori sírkövek találhatók a Szent Jakab templom kerítésén kívül, kettő a temető kerítésébe, egy pedig a templom falába építve. A templomtól délre ötszáz méterre fekvő Zadužbinán egy szarkofág, hat sírkő és két talapzat található. Zadužbina maga egy kút, a környék legnagyobb kútja mely egykor marhaitató volt.[6]
- A Crljivica lelőhely a Trilj-Imotski főút mentén, körülbelül 200 méter hosszan fekszik. A helynek több fejlődési szakasza van. Az első szakasz három bronzkori halomsír (Velika és Mala Crljivica), a második szakasz az ősi Salona-Tilurium-Nove-Narona út nyomvonala, a harmadik szakasz pedig egy középkori temető több mint 80 kő síremlékkel. Ezen a területen 16 szarkofág, 56 sírkő és 15 sírkőlap került elő. Nagy részük növényi ornamentikával díszített. A halomsírok szintén történelem előttiek, melyeket csak később jelöltek meg sírkövekkel.[7]
- Crljivicától délre van egy völgy, amelynek hét kútja a középkorból származik.
- Rojnica településrész közelében egy török korból származó torony romjai találhatók. A hagyomány Ala Metuzović nyári rezidenciájának tartja és valószínűleg Zadužbinát is ő építtette ki.
- A településen található Crkvine, melynek helyén a késő ókori Trono állt. Itt a Szent Jakab templomtól délre mintegy kétszáz méterre találhatók a Tiluriumból Naronába vezető római út maradványai. Ezen a területen 1993-ban és 2007-ben kora keresztény ókori és kora középkori szakrális épületegyüttest tártak fel, amelyhez temető is tartozott. Nem kevesebb mint öt, az 5. század közepe és a 10. század eleje között épített templom maradványait tárták itt fel. A leletek között ókori sírkövek, kora keresztény kőpadok, freskótöredékek, üvegből, csontból és kerámiából készített tárgyak, fémeszközök és római pénzek kerültek elő. A lelőhely a horvát kulturális örökség része.[8]
- A régi plébánia mellett állt a Szent Kelemen kápolna, azzal egy időben építették 1874-ben. Ez a tény a bevésett feliraton is látható.
- A Gyógyító boldogasszony kápolnát 1978-ban építették az 1871-ben épített régi kápolna helyén, melyet útépítés miatt kellett lebontani.
- Az „Osoje-Mandarića strana” régészeti zóna a Trilj-Imotski főúttól délre, Mandarići településrésztől nyugatra található. Az Osoje-dombon egy őskori várhely található. A domb fennsíkját, mely kb. 170 x 160 m területű, déli, délkeleti és keleti oldalról kb. 10–12 m széles és kb. 180 m hosszú sánc veszi körül. A sánc keleti oldalán megalit falak maradványai láthatók. Korát a vaskorra datálják. A dombtól délre, a mezei úttól nyugatra két őskori halom található. A nagyobbik halom átmérője 18 m, magassága kb. 2 m, a kisebbik halom átmérője 11 m, magassága kb. 1,5 m. A halomtól délre és a mezei úttól nyugatra található a Vodice-forrás.[9]

## Gazdaság
A település lakói hagyományosan főként állattartásból és mezőgazdasági munkákból éltek. Mára az állatállomány lecsökkent. A mezőgazdasági termelés a gyümölcs-, zöldség- és szőlőtermesztésre korlátozódott, többnyire saját fogyasztásra.

## Oktatás
A település első alapiskoláját 1909-ben kezdték építeni és az építés 1911-ben fejeződött be. Az első tanítási nap 1911. szeptember 12-én volt. Az iskola két tanítóval és 90 gyermekkel kezdte meg működését. 1961-ben új iskolaépület építésébe kezdtek, mely 1969-re készült el.

## Kultúra
A település kulturális és művészeti egyesülete KUŠU „Cista Velika”. A településen minden évben megrendezik az "Uz gangu i bukaru" kulturális-hagyományőrző fesztivált, amelyen a hagyományos horvát dalok előadói, zenekarok, amatőr színtársulatok lépnek fel, emellett dalos és irodalmi esteket tartanak, valamint néprajzi témájú előadások hangzanak el. Az első fesztivált 2006-ban Rojnicán rendezték és egészen 2011-ig minden július utolsó szombatján tartották. 2012-től megváltozott a helyszín és az időpont is, ma már Zadužbina a helyszín és az időpontot augusztus második szombatjára tették át.

## Sport
A területén működő sportklub a „Cista Velika” kispályás labdarúgóklub. A helyi szervezők által rendezett kispályás labdarúgótorna a cista velikai „Mate Vučak-Čigra”.